# Gdovsky (huyện)
Huyện Gdovsky (tiếng Nga: Гдо́вский райо́н) là một huyện hành chính tự quản (raion), của Tỉnh Pskov, Nga. Huyện có diện tích 4797 kilômét vuông, dân số thời điểm ngày 1 tháng 1 năm 2000 là 18500 người. Trung tâm của huyện đóng ở Gdov.